# Kościół św. Małgorzaty w Kościelcu Kujawskim
Kościół świętej Małgorzaty w Kościelcu Kujawskim – rzymskokatolicki kościół parafialny należący do parafii pod tym samym wezwaniem (dekanat inowrocławski I archidiecezji gnieźnieńskiej).

## Historia
Świątynia została wzniesiona na przełomie XII i XIII wieku. Parafię w Kościelcu ufundował książę Mieszko III Stary albo ród Awdańców z Izbicy, w których posiadaniu znajdowała się wieś. W 1297-1298 roku wzmiankowano Lapidea Ecclesia (murowany kościół). W 1325 wzmiankowano czterech współplebanów. W 1362 roku wzmiankowano ecclesia in Kossziol. W 1488 roku na prośbę Mikołaja Kościeleckiego biskup włocławski Piotr z Bnina podniósł kościół do godności kolegiaty i przypuszczalnie w tym samym czasie kościół został rozbudowany w stylu późnogotyckim. Podniesiono mury obwodowe nawy i prezbiterium, nadbudowano wieżę i założono nad prezbiterium sklepienie gwiaździste. Około 1559 roku dobudowano od południa do kościoła kaplicę grobową rodu Kościeleckich. Przy okazji wyburzono część nawy. W czasie wojny polsko-szwedzkiej kościół spłonął, ale odbudowano go w 1688 roku dzięki dotacji Zygmunta Działyńskiego. Po 1861 roku podwyższono mury prezbiterium. W 1862 roku zbudowano neorenesansową kaplicę Sicińskich pw. św. Jana Ewangelisty. W 1869 roku dobudowano kruchtę i zakrystię. W 1894 roku nawę nakryto sklepieniem sieciowym. W czasie okupacji kościół został przekształcony na salę gimnastyczną. W 1959 roku Józef Glemp, późniejszy prymas, przystąpił tu do pierwszej komunii. W latach 90. XX wieku usunięto szkodliwą dla murów cementową zaprawę spoin w licu zewnętrznym ścian kościoła.

## Architektura
Romański jednonawowy korpus świątyni wzniesiony został z granitowych ciosów, posiada półkolistą apsydę i czworokątną wieżę. Okna pochodzą również z czasów romańskich, natomiast z okresu gotyku pochodzi sklepienie w prezbiterium i górna część wieży. Kościół jest więc romański z elementami gotyckimi, kaplice z kolei są renesansowa i neorenesansowa. Wszystkie dachy budowli są siodłowe i pokryte dachówką, na kalenicy nawy jest umieszczona wieżyczka na sygnaturkę w stylu barokowym z latarnią o baniastym zakończeniu.

## Kaplica Kościeleckich z XVI wieku
Od południowej strony jest umieszczona ufundowana przez ród Kościeleckich około 1559 roku renesansowa kaplica świętej Barbary ozdobiona z zewnątrz rustyką sgraffitową i zwieńczona attyką. Widoczne są także symbole religijne: Oko Opatrzności, kotwica, krzyż, serce, alfa i omega, Christos. Kaplica została zaprojektowana przypuszczalnie przez włoskiego architekta Giovanni Battista di Quadro na zlecenie jednego z najważniejszych rodów kujawskich Kościeleckich, którzy byli właścicielami Kościelca od średniowiecza i których nazwisko pochodzi od jej nazwy.
We wnętrzu kaplicy znajduje się duży, dwukondygnacyjny nagrobek wojewody łęczyckiego Jana Kościeleckiego, zm. 1545, i jego syna, wojewody sieradzkiego Janusza Kościeleckiego, zm. 1559) o formach renesansowych, wykonany prawdopodobnie przez Jana Marię Padovano, Włocha działającego w Krakowie. Na przeciwległej ścianie epitafium żony Janusza – Gertrudy Danaborskiej z polskim napisem. Na ścianach rozmieszczono tablice nagrobne właścicieli wsi z XIX w. oraz trzy portrety z XVIII w.

## Kaplica Sicińskich z XIX wieku
W 1862 roku Franciszek Siciński z Cieślina ufundował kaplicę pw. św. Jana Ewangelisty. Zaprojektował ją Marian Cybulski i wzniesiono ją po przeciwnej, północnej stronie nawy jako kopię kaplicy południowej. Wewnątrz ołtarz barokowy z końca XVIII w., ozdobiony rzeźbami, trzy portrety trumienne z XVIII w. oraz cztery z XIX i XX w.

## Wnętrze kościoła
- renesansowy ołtarz główny bogato rzeźbiony w drewnie, który został wykonany na przełomie XVI i XVII wieku. Ołtarz jest ozdobiony figurami świętych Piotra i Pawła, Małgorzaty i Agnieszki i dwóch aniołów. W centrum ołtarza jest umieszczona kopia obrazu Rafaela Santi „Przemienienie Pańskie” namalowana przez Romana Postępskiego w 1857 roku. Na antepedium ołtarza wyrzeźbiona jest scena „Ostatniej wieczerzy” wzorowana na oryginalne autorstwa Leonarda Da Vinci.
- Ołtarze boczne reprezentują styl barokowy i powstały około połowy XVII wieku. W lewym znajduje się obraz Madonny z Dzieciątkiem, w prawym – obraz św. Józefa.
- ambona manierystyczna z początku XVII wieku ozdobiona rzeźbami czterech Ewangelistów.
- renesansowa chrzcielnica z XVII wieku.
- W kruchcie jest umieszczony gotycki krucyfiks z XVI wieku.
- Cennym zabytkiem sztuki jubilerskiej z XVIII wieku jest monstrancja w stylu barokowym z 1727 roku, trybowana, ozdobiona sceną z Chrystusem i niewiernym Tomaszem[5].

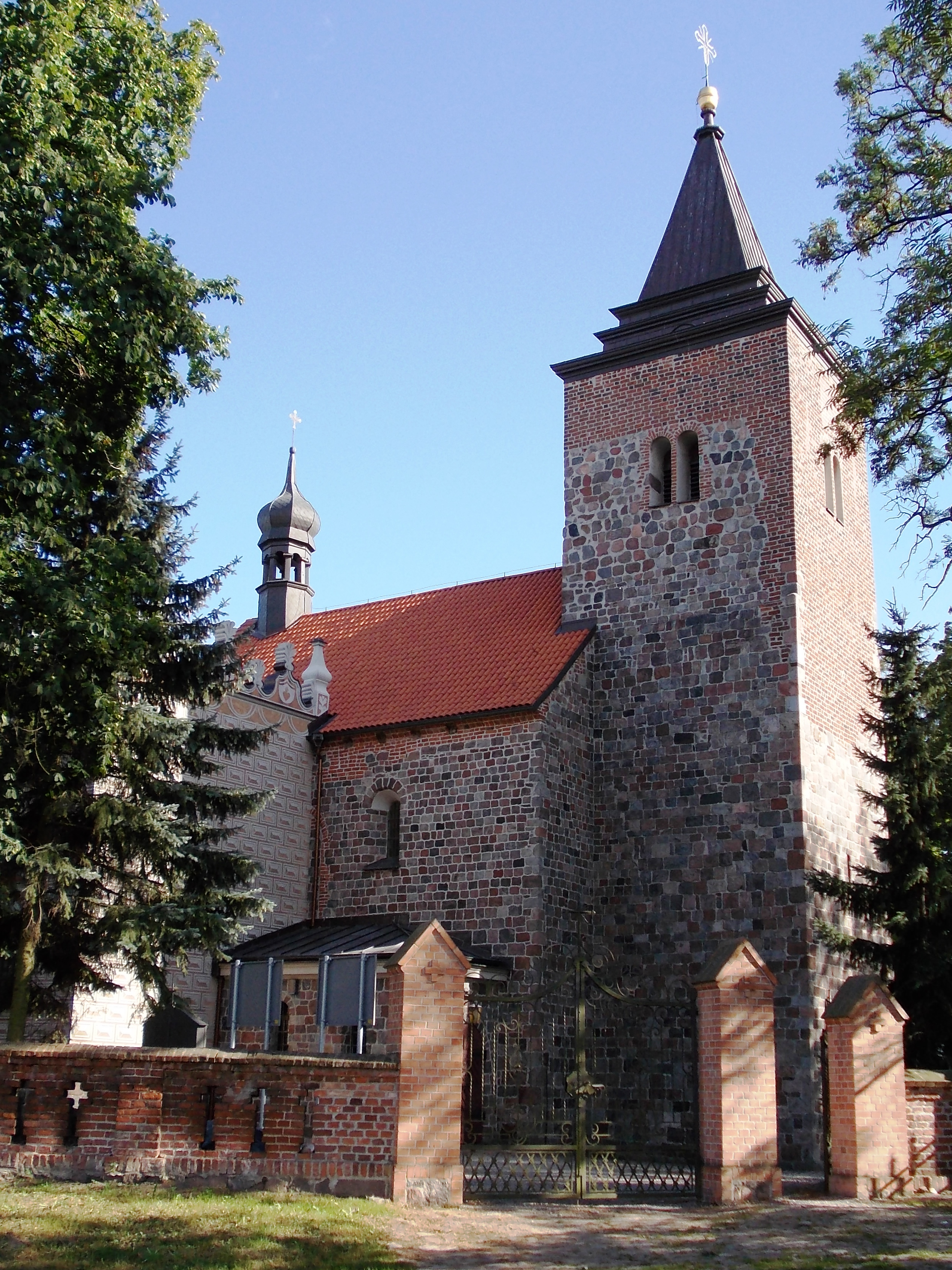
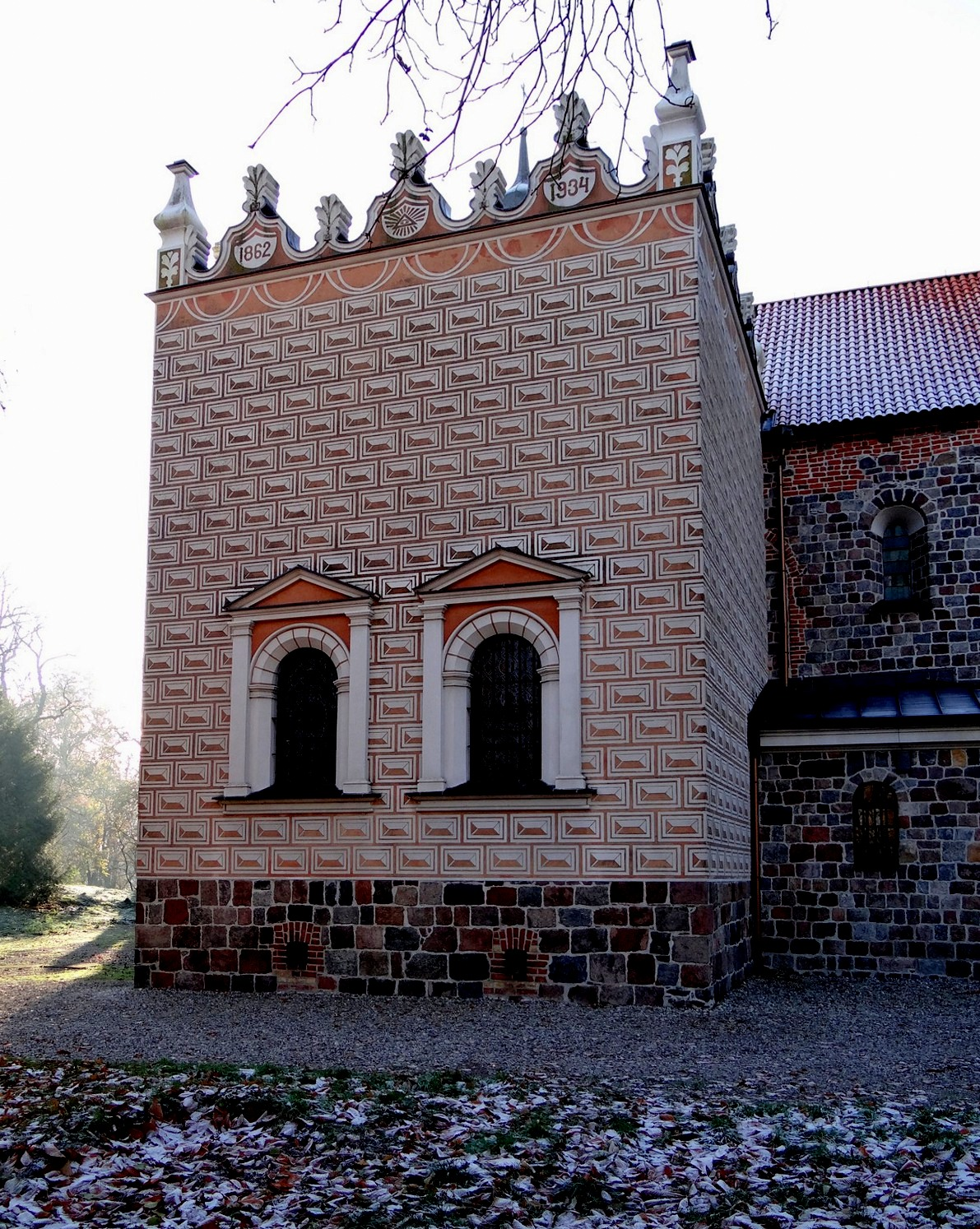
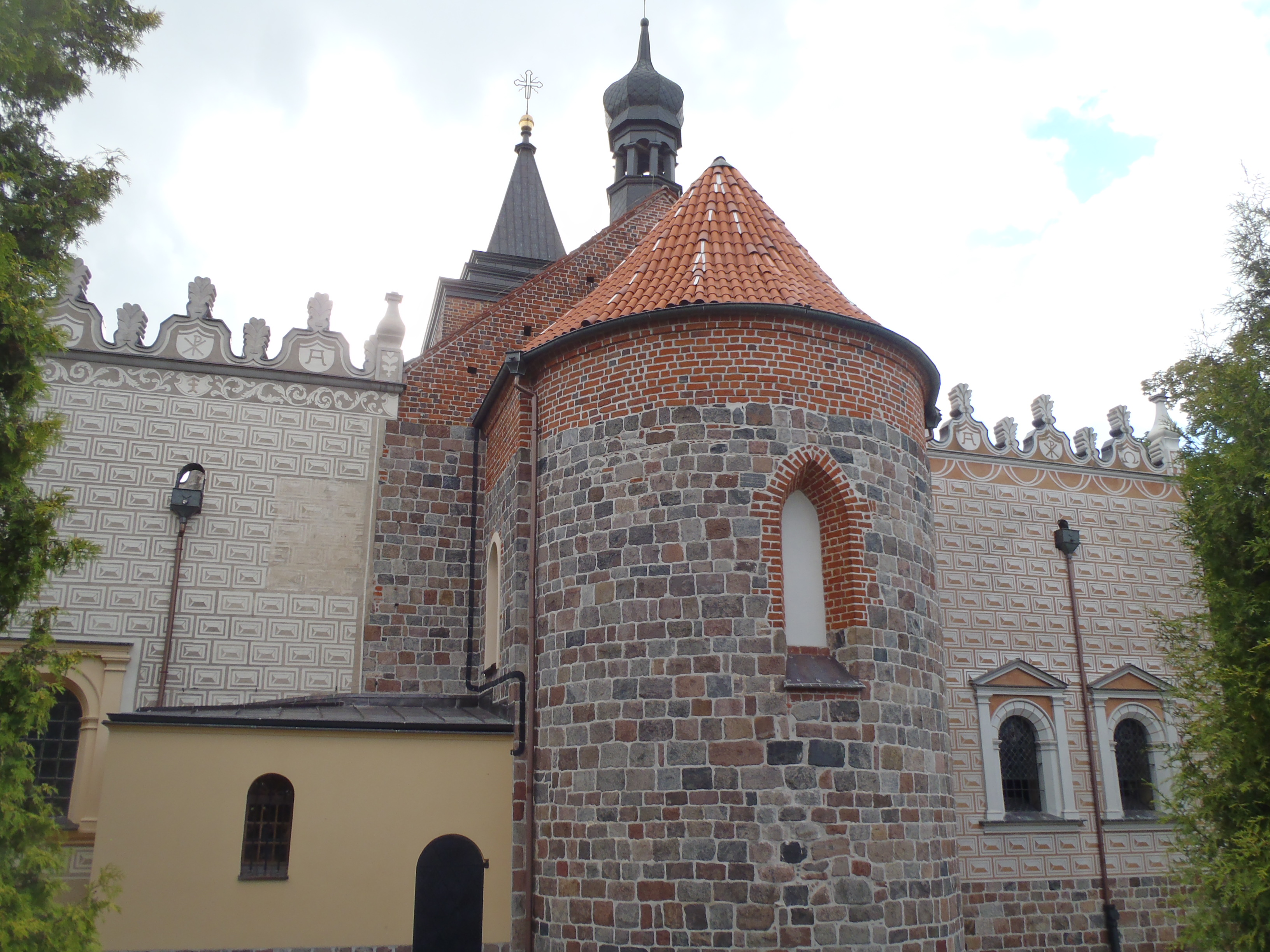
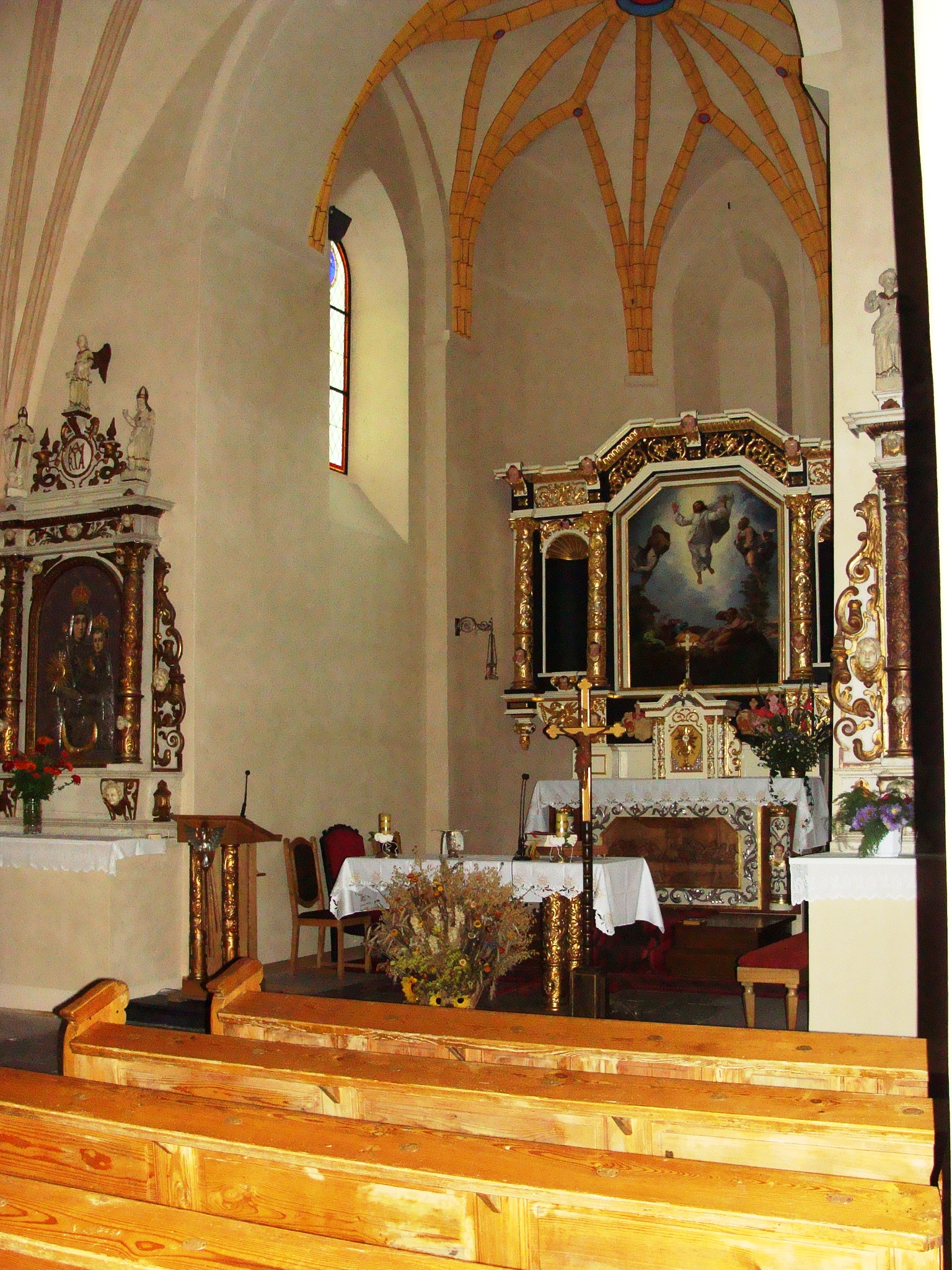
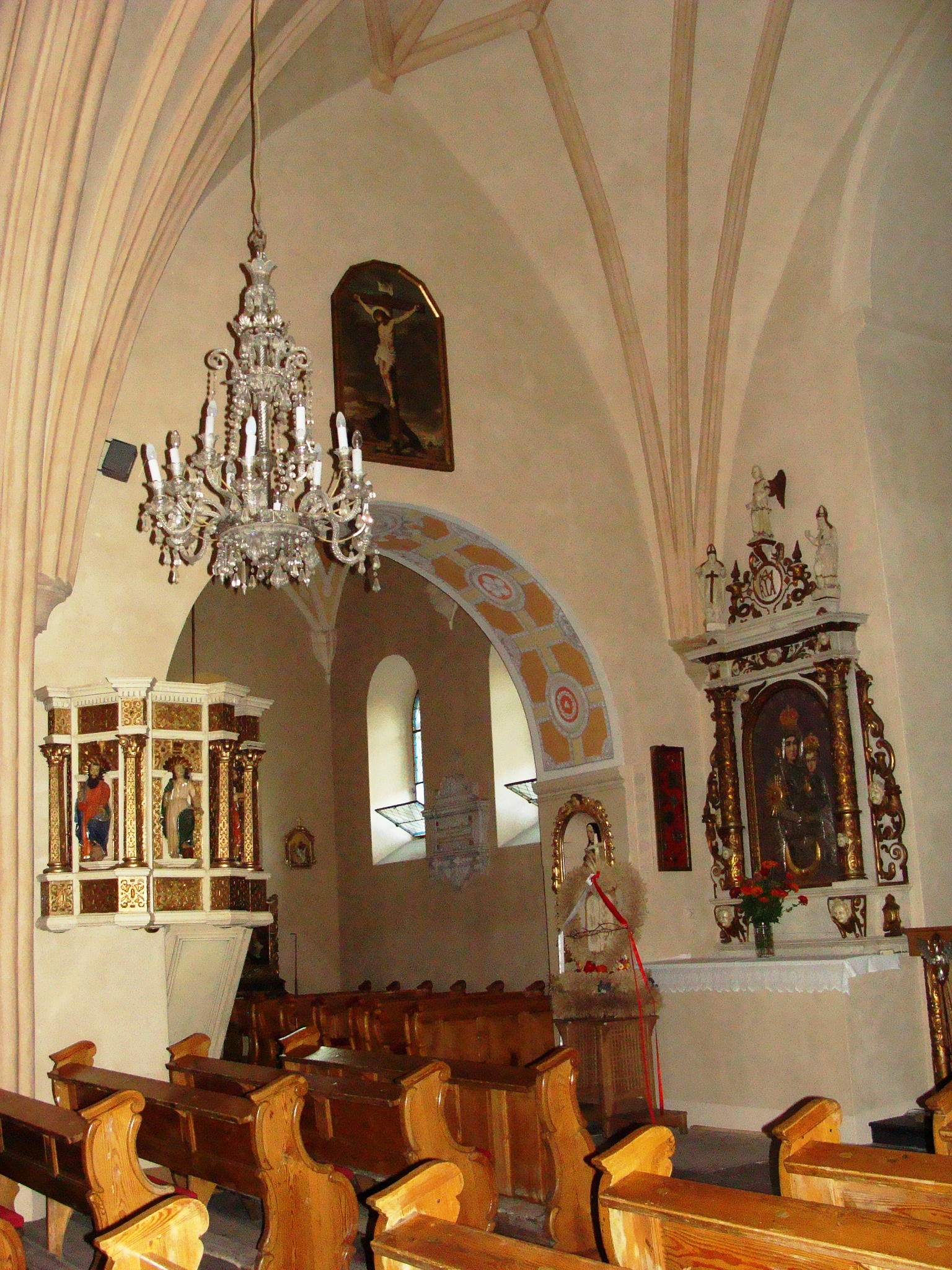
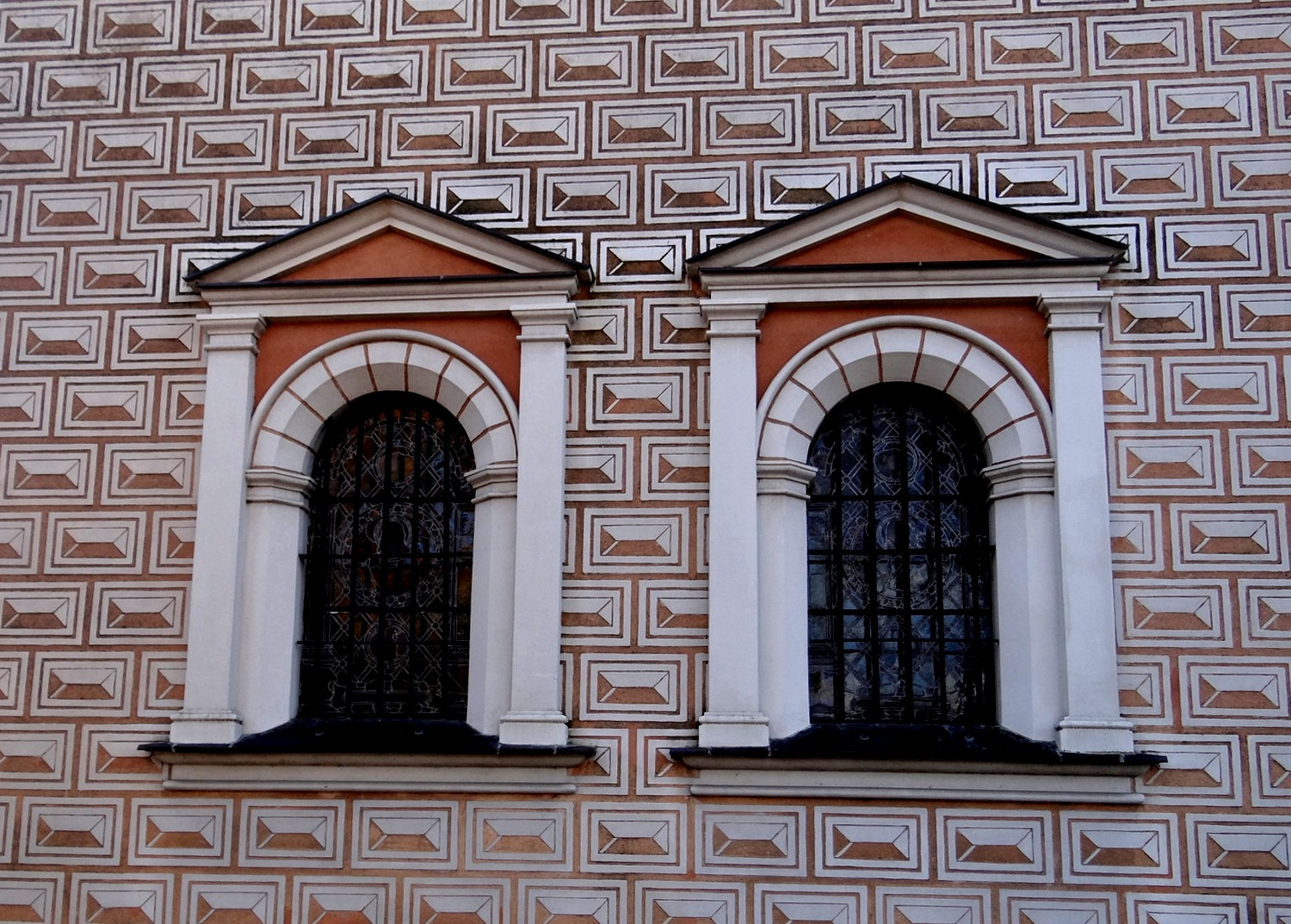